# Pojazd członowy
Pojazd członowy – zespół pojazdów składający się z pojazdu silnikowego złączonego z naczepą.

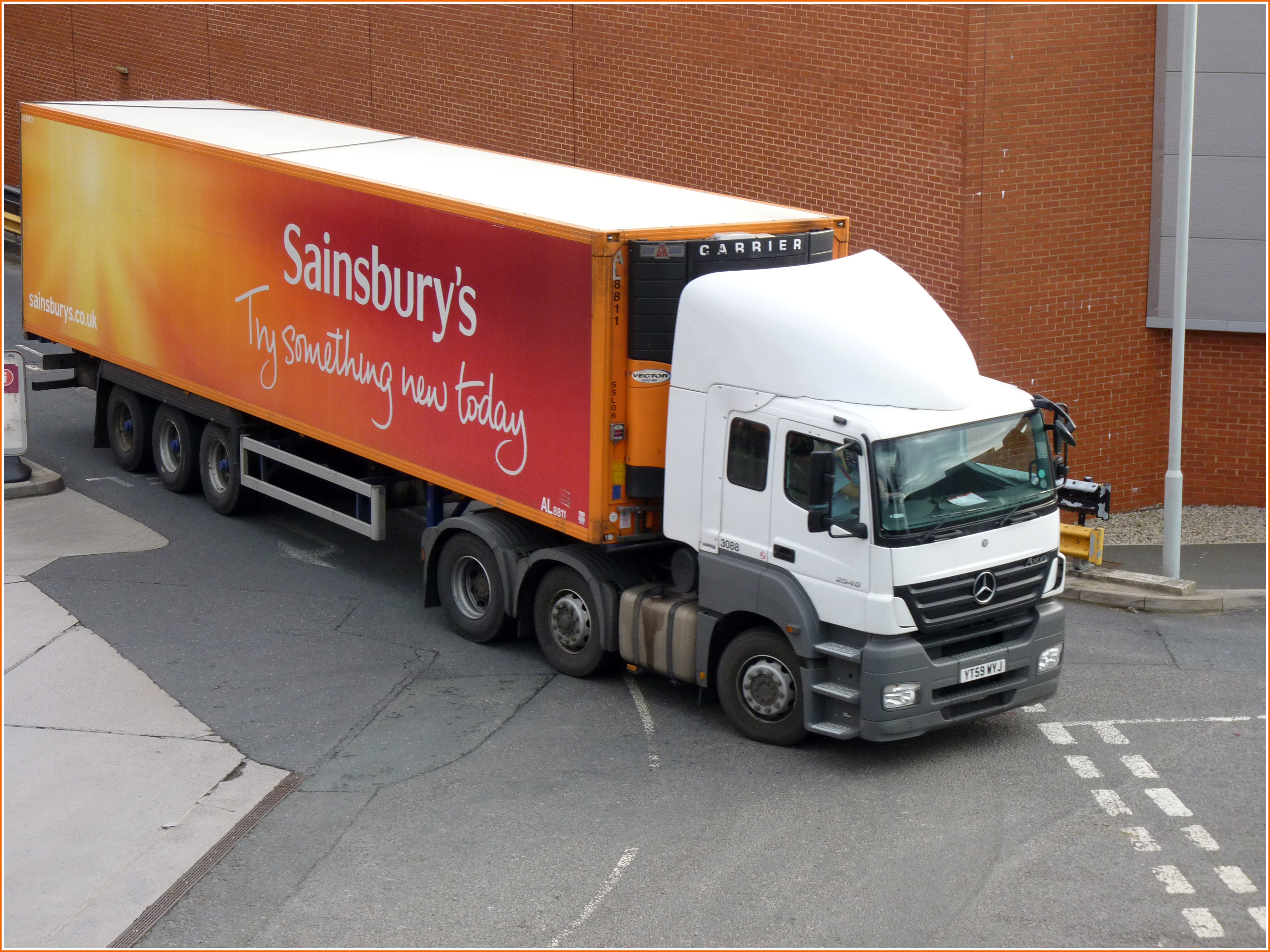
Długość pojazdu członowego nie może przekroczyć 16,5 m.